# Jiří Kabeš
Jiří Kabeš, přezdívaný Kába (* 26. března 1946 Křemín), je český hudebník, bývalý člen skupiny The Plastic People of the Universe, ve které působil od roku 1970 do roku 2015. V roce 2016 se obklopil mladými spoluhráči a vystupuje s uskupením The Plastic People of the Universe / New Generation. Zde s ním působí také Joe Karafiát - také bývalý člen The Plastic People of the Universe. S The Plastic People of the Universe hrál na violu, housle a theremin. Občas i zpíval. Ve skupině The Velvet Underground Revival Band hrál především na kytaru. Přestože je mu připisováno autorství pouze jedné skladby skladby PPU, jeho muzikální schopnosti byly vždy pro kapelu mimořádným přínosem.[zdroj?]
V roce 1976 byli členové Plastic People a mnoha dalších představitelů kulturního undergroundu zatčeni a vyšetřováni kvůli údajnému výtržnictví, kterého se měli dopustit hráním písní se „závadnými“ texty; Jiří Kabeš nebyl obviněn a po šesti týdnech pobytu ve vazbě byl propuštěn.
V roce 2015 se mezi členy Plastic People objevily spory a kapela se začala rozpadat. Podle bubeníka Jaroslava Kvasničky byla příčinou manželka Jiřího Kabeše Irena Kabešová, která působila jako manažerka skupiny, a podle Kvasničky „ovládala kapelu skrze něj (Kabeše) a své intriky“. Kabeš se rozhodl nezúčastnit koncertu Co znamená vésti koně, který skupina nastudovala společně s Filharmonií Brno. Na přelomu let 2015 a 2016 z kapely odešil Eva Turnová, Jaroslav Kvasnička, Vratislav Brabenec a Josef Janíček.
Zbývající členové Kabeš a Josef Karafiát poté doplnili sestavu o nové hráče a rozhodli se pokračovat pod názvem PPU/New generation, později se vrátili k původnímu názvu The Plastic People of the Universe. Pod stejným názvem ale začali vystupovat také odejivší členové kapely Brabenec, Janíček a Kvasnička, a obě sestavy se začaly přít o to, kdo jsou vlastně „ti praví“ Plastici. 

## Účinkování v kapelách
- 1961–1965 The Teenagers
- 1965–1967 Taneční Orchestr Pohraniční Stráže
- 1970–2015 The Plastic People of the Universe
- 1972–1975 The Old Teenagers
- 1988–1993 Půlnoc
- 1993–1997 Echt!
- 1997–2016 The Velvet Underground Revival Band
- 2015-nyni The Plastic People of the Universe / New generation